# Lasiophorus turbinatus
Lasiophorus turbinatus är en stekelart som beskrevs av Josef Fahringer 1931. Lasiophorus turbinatus ingår i släktet Lasiophorus och familjen bracksteklar. Inga underarter finns listade i Catalogue of Life.